# Leerpsychologie
Binnen de psychologie houdt de leerpsychologie bezig met de studie van het leerproces.
Er zijn drie belangrijke theoretische denkrichtingen binnen de leerpsychologie: het behaviorisme, het cognitivisme en het constructivisme.

## Behaviorisme
Grondleggers van de behavioristische leerpsychologie zijn Ivan Pavlov, John Watson, en Burrhus Skinner. Zij vormden op grond van dierproeven (de hond van Pavlov en de rat van Skinner) theorieën die de basis vormden van de gedragspsychologie. Hierin wordt het leerproces beschouwd als een adaptatie-effect: klassieke conditionering en operante conditionering. Sinds de jaren 70 heeft de behavioristische gedragspsychologie ingeboet aan populariteit, na de cognitieve revolutie in de psychologie.
In de laatste jaren werd een nieuwe impuls aan het behaviorisme gegeven vanuit een behavioristische theorie, de Relational Frame Theory van Steven Hayes, een theorie over het leren die uitgaat van de operante conditionering van Skinner, maar die ook een verklaring en bijbehorende therapie van leerprocessen tracht te leveren.

## Belangrijke vertegenwoordigers van de leerpsychologie

### Internationaal
- Ivan Pavlov
- John Watson
- Edward Thorndike
- Burrhus F. Skinner
- Robert Rescorla & Allan Wagner

### In Nederland en Vlaanderen
- Carel van Parreren
- Paul Eelen
- Dirk Hermans